# Joachim Marx
Joachim Jerzy Marx (* 31. August 1944 in Gleiwitz) ist ein ehemaliger polnischer Fußballspieler und späterer -trainer.

## Sportliche Laufbahn

### Vereinskarriere
Der im letzten Kriegsjahr im heutigen Gliwice geborene spätere Olympiasieger begann in seiner Heimatstadt beim KS Sośnica Gliwice mit dem Fußballsport. Zum Nationalspieler reifte er Mitte der 1960er-Jahre bei Gwardia Warschau. 1974 und 1975 wurde Marx mit Ruch Chorzów polnischer Fußballmeister. 1974 gewann das Team aus Chorzów auch den polnischen Pokal. Mitte der 1970er-Jahre gehörte er zu den gestandenen polnischen Fußballern, die jenseits des Eisernen Vorhangs ihre Karriere fortsetzen durften. Der Stürmer stand zwischen 1975 und 1979 beim RC Lens im nordfranzösischen Kohlerevier unter Vertrag. Seine sportliche Laufbahn beendete der Ex-Auswahlspieler der Biało-Czerwoni Anfang der 1980er-Jahre beim französischen Zweitligisten US Nœux-les-Mines.

### Auswahleinsätze
Mit der polnischen Nationalmannschaft, in diesem Kontext als Olympiaauswahl antretend, gewann er bei den Sommerspielen in München 1972 beim dort ausgetragenen Fußballturnier die Goldmedaille. Im Finalspiel wurde Marx nicht eingesetzt, aber hatte zuvor in zwei Endrundenspielen mit jeweils 45 Minuten Einsatzzeit zum Erfolg beigetragen. Insgesamt wurde der Angreifer zwischen 1966 und 1975 in 23 A-Länderspielen aufgeboten, in denen er zehn Treffer erzielte.

## Trainerlaufbahn
Zwischen 1985 und 1988 trainierte Marx seinen früheren Verein RC Lens.